# Nathan Gill
Nathan Lee Gill (ur. 6 lipca 1973 w Kingston upon Hull) – brytyjski i walijski polityk, przedsiębiorca i działacz partyjny, poseł do Parlamentu Europejskiego VIII i IX kadencji.

## Życiorys
Kształcił się w Coleg Menai, następnie pracował w rodzinnej firmie zajmującej się prowadzeniem domu opieki dla osób w podeszłym wieku. Był członkiem Partii Konserwatywnej, w 2005 przeszedł do Partii Niepodległości Zjednoczonego Królestwa. Objął funkcję sekretarza UKIP ds. członkowskich, był asystentem eurodeputowanego Johna Buftona, w 2013 kandydował bez powodzenia w wyborach uzupełniających do Walijskiego Zgromadzenia Narodowego.
W wyborach europejskich w 2014 z ramienia UKIP uzyskał mandat eurodeputowanego VIII kadencji. W 2016 zasiadł również w walijskim parlamencie, złożył jednak mandat w 2017. W trakcie kadencji PE zrezygnował z członkostwa w Partii Niepodległości Zjednoczonego Królestwa, a w 2019 dołączył do Brexit Party. W tym samym roku z jej ramienia z powodzeniem ubiegał się o mandat europosła IX kadencji.

## Życie prywatne
Nathan Gill jest żonaty z Janą, pochodzącą ze Stanów Zjednoczonych. Ma pięcioro dzieci, z wyznania jest mormonem.